# Min Ven Privatdetektiven
Min Ven Privatdetektiven er en stumfilm fra 1924 instrueret af A.W. Sandberg.